# Mauvais lancer
Au baseball, un mauvais lancer ou lancer fou (en anglais wild pitch) est une action involontaire effectuée par le lanceur qui lance une balle hors-cible, imprécise, ou difficile à saisir pour le receveur. Le lancer va généralement finir sa course hors-jeu où un autre joueur (habituellement le receveur) devra la récupérer, permettant aux coureurs de l'équipe en attaque d'avancer sur les bases. Le mauvais lancer n'est pas inscrit aux statistiques si les sentiers sont inoccupés lorsqu'il survient.
Cette statistique s'apparente à la balle passée, qui est quant à elle créditée au receveur. C'est le marqueur officiel qui décide qui du lanceur ou du receveur est responsable du mauvais jeu. Les critères pour en juger sont plutôt arbitraires et à sa discrétion, mais l'on considère généralement un lancer comme fou si le receveur ne peut l'atteindre dans un effort normal. S'il doit se déplacer ou tendre son gant loin à sa droite ou à sa gauche, ou encore sauter pour tenter de capter un tir trop haut, il y a de bonnes chances que le marqueur officiel inscrive un mauvais lancer, et non une balle passée.
À l'instar de la balle passée, le mauvais lancer n'est pas considéré, d'un point de vue statistique, comme une erreur. Toutefois, contrairement à la balle passée, un point marqué à la suite d'un mauvais lancer est crédité au lanceur comme un point mérité, affectant sa moyenne puisqu'il a la responsabilité de cette gaffe.
Un coureur avançant sur un mauvais lancer n'est pas crédité d'un but volé, sauf s'il avait amorcé une tentative de vol avant que la balle ait quitté la main du lanceur.

## Records
Nolan Ryan, membre du Temple de la renommée du baseball, détient le record de l'ère moderne pour les mauvais lancers en carrière, avec 277. À sa défense, sa carrière dans les majeures fut inhabituellement longue et s'étendit sur 27 saisons. Ryan domina aussi les Ligues majeures à ce chapitre au cours de 6 saisons différentes.
Le record de tous les temps appartient à Tony Mullane, qui commit 343 mauvais lancers durant sa carrière, entre 1881 et 1894.
Le record de mauvais lancers en une seule saison appartient à Bill Stemmyer, avec 63, au cours de l'année 1886. Depuis 1900, le plus haut total en une saison est 30, record établi par Red Ames en 1905. Depuis les années 1950, le meneur est Tony Cloninger avec 27 pour Atlanta en 1966 et depuis les années 1980, Juan Guzmán en a commis 26 en une année pour Toronto en 1993. Puisque les lanceurs jouaient un nombre de matchs beaucoup plus élevé au XIXe siècle et au début du XXe que dans l'ère moderne, les joueurs de cette époque comptent aussi un nombre plus considérable de mauvais lancers.
Le record de mauvais lancers en un seul match est de six, réalisé par trois lanceurs différents : Bill Gullickson, Phil Niekro et J. R. Richard.
Parmi les joueurs actifs après la saison 2012, le meneur pour les mauvais lancers est A. J. Burnett, avec 134 depuis le début de sa carrière en 1999.
Les lanceurs de balle papillon risquent aussi de commettre davantage de mauvais lancers, en raison de la trajectoire imprévisible de leur tir de prédilection. Ainsi, au moment de sa retraite en 2011, Tim Wakefield était le meneur chez les lanceurs actifs avec 134 mauvais lancers. Dans la liste des meneurs de l'histoire pour les mauvais lancers après la saison 2012, on retrouve en haut de classement les lanceurs de balle papillon Phil Niekro (7e), Charlie Hough (20e), Joe Niekro (24e), ayant tous évolué dans la seconde moitié du XXe siècle, et Tim Wakefield (50e).